# ビートルジュース ビートルジュース
『ビートルジュース ビートルジュース』（原題：Beetlejuice Beetlejuice）は、2024年のアメリカ合衆国のホラー・コメディ映画。
ティム・バートン監督の1988年のホラー・コメディ映画『ビートルジュース』の続編で、“バイオ・エクソシスト”ビートルジュース役のマイケル・キートンやウィノナ・ライダー、キャサリン・オハラが前作に引き続いて出演する。ブラッド・ピット製作。

## キャスト
ビートルジュース
演 - マイケル・キートン、日本語吹替 - 山寺宏一
推定年齢600歳の“人間怖がらせ屋”（バイオエクソシスト）。
リディア・ディーツ
演 - ウィノナ・ライダー、日本語吹替 - 坂本真綾
オカルト番組「ゴーストハウス」のホスト。
デリア・ディーツ
演 - キャサリン・オハラ、日本語吹替 - 戸田恵子
リディアの母親。
アストリッド・ディーツ
演 - ジェナ・オルテガ、日本語吹替 - 伊瀬茉莉也
リディアの娘。
ローリー
演 - ジャスティン・セロー、日本語吹替 - 森川智之
オカルト番組「ゴーストハウス」のプロデューサーでリディアの恋人。
ドロレス
演 - モニカ・ベルッチ、日本語吹替 - 沢城みゆき
ビートルジュースの元妻。
ウルフ・ジャクソン
演 - ウィレム・デフォー、日本語吹替 - 山路和弘
死後の世界の刑事。生前はB級映画のアクションスター。
ジェレミー
演 - アーサー・コンティ、日本語吹替 - 小林千晃
アストリッドが出会う青年。
リチャード
演 - サンティアゴ・カブレラ、日本語吹替 - 置鮎龍太郎
リディアの夫でアストリッドの父親。故人。
ダミアン神父
演 - バーン・ゴーマン、日本語吹替 - 関俊彦
ウィンターリバーの牧師。
ジェーン
演 - エイミー・ナトール、日本語吹替 - 大原さやか
清掃員
演 - ダニー・デヴィート、日本語吹替 - 宮澤正
ボブ
演 - ニック・ケリントン
ビートルジュースの部下のゾンビ。
死後の世界の受付係
演 - 不明、日本語吹替 - 友近 
死後の世界のクリーニング屋
演 - 不明、日本語吹替 - 山本博（ロバート）
死後の世界のコールセンターに苦情を入れる顧客
演 - 不明、日本語吹替 - 西川のりお